# Семихумидна клима
Семихумидна клима (лат. semi — полу и лат. humidus — влажан) или полувлажна клима је клима карактеристична за умерене и суптропске пределе са полуксерофилним степским растињем. Количина падавина се креће од 500-800 милиметара, лета су топла и дуга, а зиме прохладне, често веома хладне. Овакав климат распрострањен је у европском делу Русије, Кини, Мађарској и делом у Србији (Војводина), затим у преријама Северне Америке, пампасима Јужне Америке, у Африци и Аустралији. Блиска је степској клими.